# Гай Помпоний Руф Ацилий Туск Целий Спарс
Гай Помпоний Руф Ацилий Туск Целий Спарс (на латински: Gaius Pomponius Rufus Acilius Tuscus Coelius Sparsus) e политик на Римската империя през 1 век.
През 98 г. той е суфектконсул заедно с Гней Помпей Ферокс Лициниан.